# Phytoliriomyza pallidicentralis
Phytoliriomyza pallidicentralis este o specie de muște din genul Phytoliriomyza, familia Agromyzidae, descrisă de Malloch în anul 1927. Conform Catalogue of Life specia Phytoliriomyza pallidicentralis nu are subspecii cunoscute.